# Martin Bourboulon
Martin Bourboulon (27 de junio de 1979) es un director de cine y guionista francés. Inicialmente trabajó como asistente de dirección en varias producciones de Pathé, aunque luego se dio a conocer dirigiendo películas como Papa ou Maman (2015), Papa ou Maman 2 (2016), Eiffel (2021), Los tres mosqueteros: D'Artagnan (2023) y  Milady (2023).

## Carrera
Hijo del productor de cine Frédéric Bourboulon, comenzó su carrera como asistente de dirección en una decena de largometrajes, entre ellos: Ma petite entreprise (1999) de Pierre Jolivet, Vatel (2000) de Roland Joffé, Los ríos de color púrpura (2000) de Mathieu Kassovitz, Salvoconducto (2002) de Bertrand Tavernier, La verdad sobre Charlie (2002) de Jonathan Demme, Bon Voyage (2003) de Jean-Paul Rappeneau, San Antonio (2004) de Frédéric Auburtin, The Hook (2004) de Thomas Vincent y ¡Cause toujours! (2004) de Jeanne Labrune.
Debutó como director en 2003 con el cortometraje Sale Hasard. En 2007 dirigió su segundo cortometraje, Emprise. Después dirigió varios largometrajes como la comedia Papa ou maman (2015) y su secuela Papa ou maman 2 (2016), la película melodramática Eiffel (2021) y la saga de aventuras épicas Los tres mosqueteros: D'Artagnan (2023) y su continuación Los tres mosqueteros: Milady (2023).
En junio de 2023, se anunció que dirigirá una serie de televisión para Apple TV+ titulada Carême, sobre el primer chef mundialmente famoso de la historia, Marie-Antoine Carême, protagonizada por Benjamin Voisin en el papel principal y por Jérémie Renier y Lyna Khoudri en papeles secundarios. La fecha de estreno aún está pendiente de confirmar.
En diciembre de 2023, anunció que dirigirá la película 13 jours, 13 nuits dans l'enfer de Kaboul (13 días, 13 noches en el infierno de Kabul), una adaptación de la novela del mismo título de Mohamed Bida que narra la evacuación de civiles afganos y diplomáticos franceses por parte de la policía y el ejército francés durante la caída de Kabul en agosto de 2021. El rodaje de la película comenzó el 20 de mayo de 2024 en Marruecos.

## Filmografía

### Director

#### Largometrajes
- 2015: Papa ou maman
- 2016: Papa ou maman 2
- 2021: Eiffel

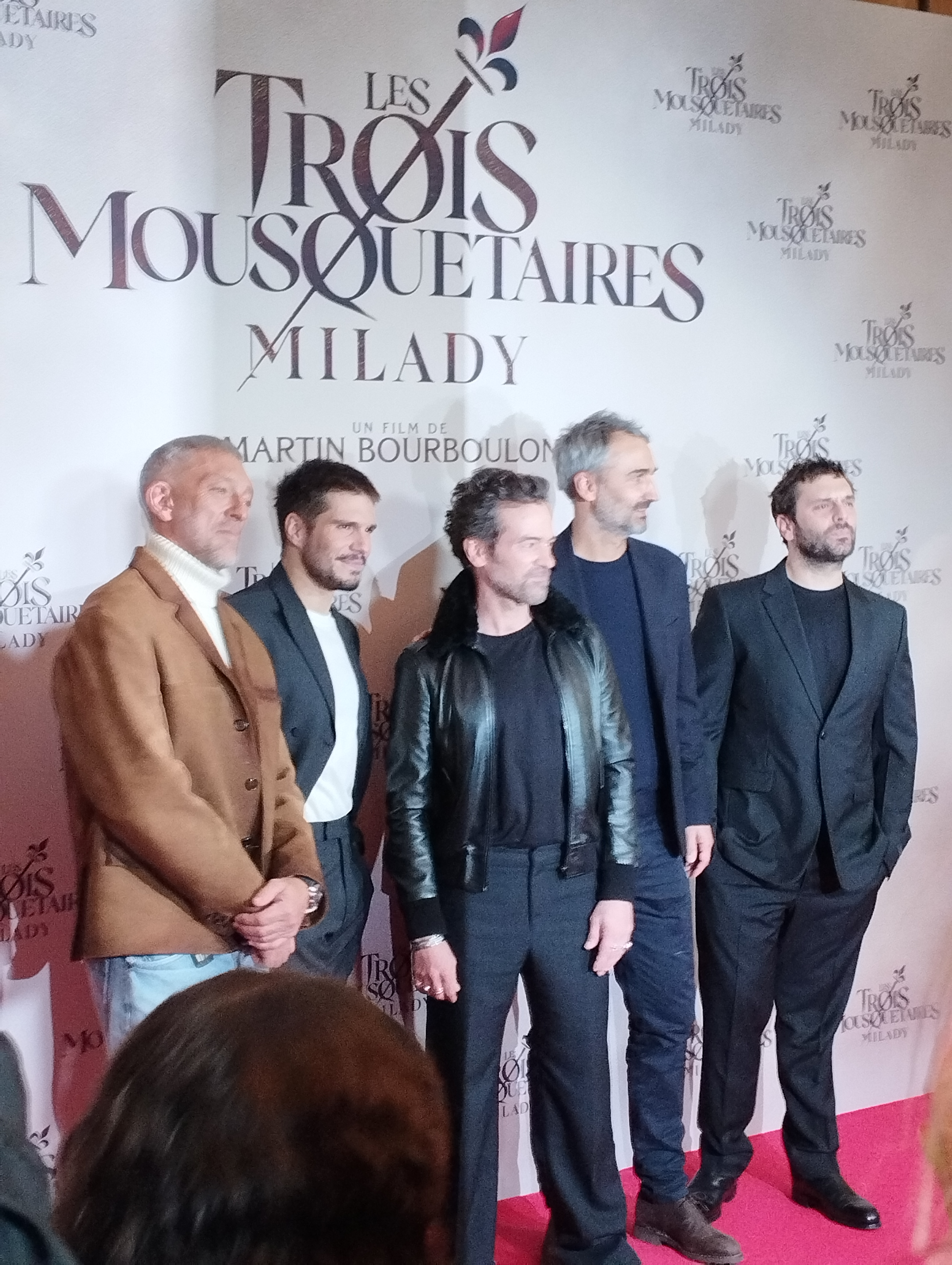
Vincent Cassel, François Civil, Romain Duris, Martin Bourboulon y Pio Marmaï en el preestreno de Los tres mosqueteros: Milady en el Grand Rex, en diciembre de 2023.

- 2023: Los tres mosqueteros: D'Artagnan
- 2023: Los tres mosqueteros: Milady
- 2025: 13 jours 13 nuits

#### Cortometrajes
- 2003: Sale Hasard
- 2007: Emprise

### Asistente de dirección
- 1999: Ma petite entreprise de Pierre Jolivet
- 2000: Vatel de Roland Joffé
- 2000: Les Rivières pourpres de Mathieu Kassovitz
- 2002: Laissez-passer de Bertrand Tavernier
- 2002: La Vérité sur Charlie de Jonathan Demme
- 2003: Bon Voyage de Jean-Paul Rappeneau
- 2004: San Antonio de Frédéric Auburtin
- 2004: Je suis un assassin de Thomas Vincent
- 2004: Cause toujours ! de Jeanne Labrune

## Premios y nominaciones
| Año  | Premio                          | Categoría                              | Trabajo nominado | Resultado | Ref(s) |
| ---- | ------------------------------- | -------------------------------------- | ---------------- | --------- | ------ |
| 2015 | Festival de Cine de Alpe d'Huez | Premio del público a la mejor película | Papa ou maman    | Ganador   | [ 11 ] |